# Polaromonas glacialis
Polaromonas glacialis es una bacteria gramnegativa del género Polaromonas. Descrita en el año 2012. Su etimología hace referencia a un glaciar. Es aerobia, inmóvil y con forma cocoide, midiendo 0,6-0,6 µm de ancho y 0,8-1,0 µm de largo, y normalmente creciendo en cadenas en agar R2A. Las colonias son blancas cremosas y convexas. Temperatura de crecimiento entre 1-25 °C. Catalasa y oxidasa positivas. Se ha aislado de la crioconita de glaciares en Austria y Noruega.